# Banchogastra vitreipennis
Banchogastra vitreipennis là một loài tò vò trong họ Ichneumonidae.